# Список царей Ура и Исина

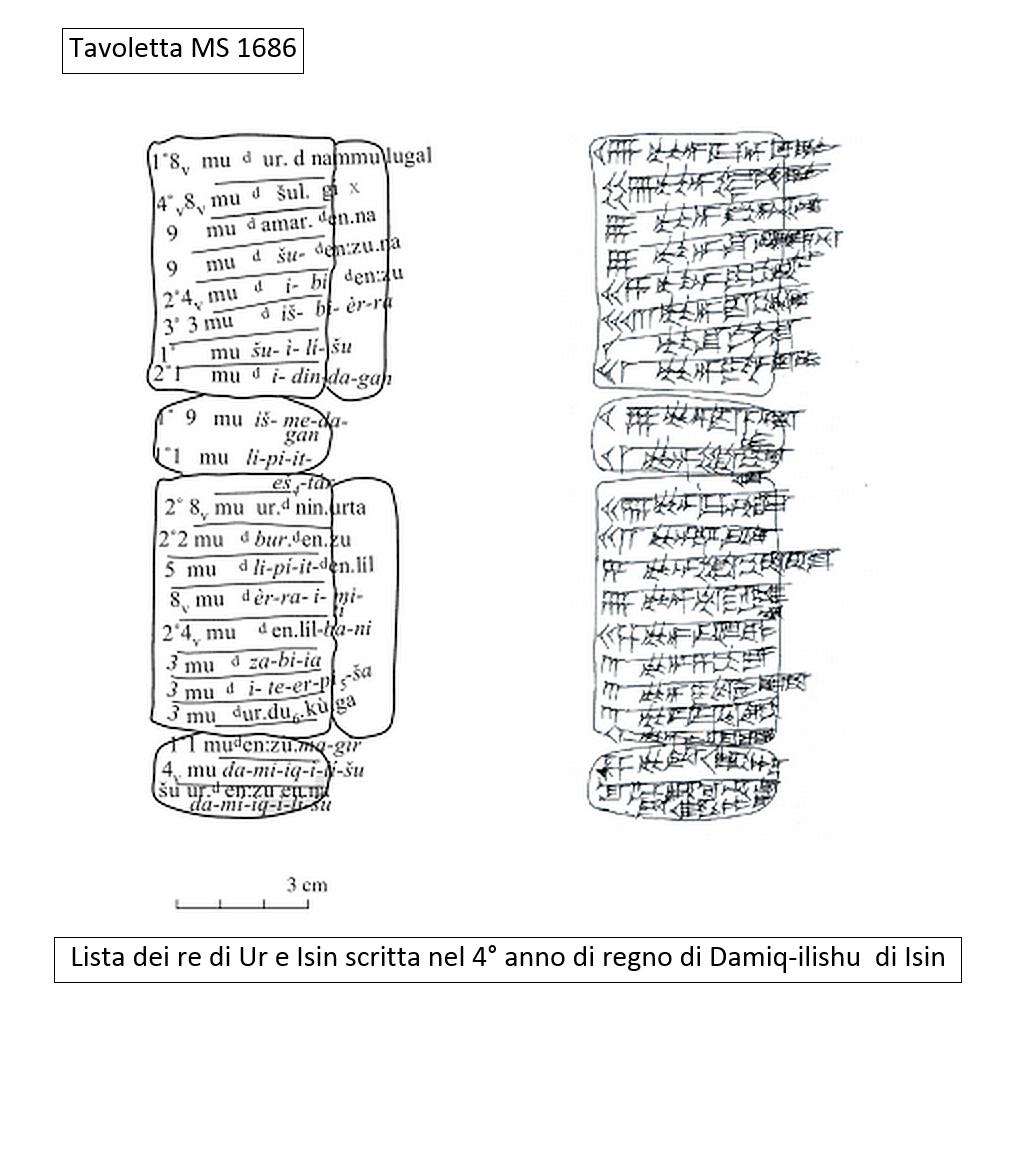
Список царей Ура и Исина

Список царей Ура и Исина — месопотамский текст с перечислением имен и продолжительностью царствования правителей, принадлежащих к III династии Ура и I династии Исина, начиная с Ур-Намму (2112—2094 до н. э.) и заканчивая Дамик-илишу I (1817—1794 до н. э.).

## Создание текста
Список царей Ура и Исина был создан, вероятно, во время правления Дамик-илишу I, последнего правителя династии Исин. Текст заканчивается на 4-м году правления этого царя, а это значит, что он записан в том или в следующем году (1813 или 1812 год до н. э.)

## Сохранившиеся копии
Известны две копии текста, происходящие, вероятно, из Исина. Они были опубликованы в первый раз в 1954 году Эдмондом Sollbergera. Оба экземпляра были тогда в коллекции Эрленмейера (Коллекция Эрленмейера) в Базеле. После продажи первой копии (так называемый «Текст A»), он вошёл в коллекцию Schøyena (Коллекция Schøyen), в то время как другой (так называемый «Текст B»), находится в частной коллекции в Италии.

## Текст
| Перевод содержимого |
| --- |
| 1. 18 лет [правил] Ур-Намму, царь; 2. 48 лет [правил] Шульги, царь; 3. 9 лет [правил] Амар-Суэн; 4. 9 лет [правил] Шу-Суэн; 5. 24 года [правил] Ибби-Суэн; 6. 33 года [правил] Ишби-Эрра; 7. 10 лет [правил] Шуилишу; 8. 21 год [правил] Иддин-Даган; 9. 19 лет [правил] Ишме-Даган; 10. 11 лет [правил] Липит-Иштар; 11. 28 лет [правил] Ур-Нинурта; 12. 22 года [правил] Бур-Син; 13. 5 лет [правил] Липит-Энлиль; 14. 8 лет [правил] Эрра-имитти; 15. 24 года [правил] Энлиль-бани; 16. 3 года [правил] Замбия; 17. 3 года [правил] Итер-пиша; 18. 3 года [правил] Ур-дукуга; 19. 11 лет [правил] Син-магир; 20. 4 года [правил] Дамик-илишу 21. Всего [с] Ур-Намму до Дамик-илишу (313 лет) |